# 朱弟成
朱弟成(1972年7月—)，中国地质大学（北京）教授，中华人民共和国教育部长江学者特聘教授，长期从事青藏高原的岩浆作用与特提斯演化研究。朱弟成曾获得中国教育部自然科学一等奖

## 荣誉与奖项
- 中华人民共和国教育部自然科学一等奖
- 中国国家自然科学奖二等奖
- 第二批中国国家“万人计划”科技创新领军人才入选者
- 中华人民共和国教育部长江学者特聘教授
- 中国国家杰出青年科学基金获得者